# Subtropischer Hochdruckgürtel

Der subtropische Hochdruckgürtel befindet sich bodennah in den Rossbreiten, zwischen Ferrel-Zelle und Hadley-Zelle.

Der subtropische Hochdruckgürtel (auch subtropisch-randtropischer Hochdruckgürtel oder subtropische Hochdruckzone) ist eine gedachte und idealisierte Zone in den Subtropen, die durch die planetarische Zirkulation in der Hadley-Zelle ständigen Lufthochdruck erfährt, womit sich dynamische Hochdruckgebiete ausbilden. Der Hochdruckgürtel umspannt den Globus auf beiden Hemisphären im Bereich der Subtropenfront und kommt dadurch zustande, dass sich die in der Innertropischen Konvergenzzone (ITC)  aufgestiegene, ausgedehnte und dadurch abgekühlte Luft nach dem polwärtigen Transport durch den Antipassat in der Höhe nun durch das Absinken wieder komprimiert. Durch diese Kompression erwärmt sich die Luft trockenadiabatisch und die Aufnahmekapazität für Wasser (Luftfeuchte) steigt. Durch die Aufnahme von Wasser entstehen auf den Landflächen der Erde im Bereich der subtropischen Hochdruckgürtel Trockengebiete (genauer die tropisch-subtropischen Trockengebiete). Der subtropische Hochdruckgürtel befindet sich latitudinal zwischen 20° und 40° und wandert im Jahresverlauf in Nord-Süd-Richtung, ist also dynamisch.
Das prominenteste und für Mitteleuropa relevanteste Beispiel eines Hochs in diesem Gürtel ist das dynamische Azorenhoch, welches sich immer wieder neu ausbildet.